# Pionki
Pionki jsou město v Polsku v Mazovském vojvodství v okrese Radom, přibližně 100 km jižně od Varšavy. Jsou průmyslovým městem ležícím na řece Zagożdżonce. Žije zde přibližně 16 000 obyvatel.
Severně od města se nachází Kozienický krajinný park s borovými a dubovými lesy. Narodil se zde zpěvák a textař Andrzej Piaseczny.

## Historie
V roce 1391 jsou zmiňovány mlýny na řece Zagożdżonka, kolem nichž vyrostly osady Pionki a Zagożdżon. Hospodářský rozvoj nastal po zprovoznění železnice do Radomi v roce 1885. Dřevozpracující průmysl a později i chemický průmysl se zasloužily o rostoucí počet obyvatel, v roce 1929 proběhla elektrifikace a v roce 1932 byly obě vesnice administrativně sjednoceny pod názvem Pionki. V roce 1954 byly Pionki povýšeny na město.
V roce 1922 byla v Zagożdżoni založena státní muniční továrna PWPiMK, která od roku 1958 nese název Pronit. Po druhé světové válce se zaměřila na zpracování plastických hmot, mj. byla hlavním polským výrobcem gramofonových desek. Roku 2011 byla zřízena pamětní síň připomínající roli města v rozvoji polského hudebního průmyslu.
Z roku 1933 pochází římskokatolický chrám svaté Barbory, který projektoval v novobarokním slohu Stefan Szyller. V Pionkách se nachází dům kultury, lyceum, nemocnice a sportovní stadion, kde hraje klub Proch Pionki. Lesákům sloužila úzkorozchodná dráha, otevřená v roce 1916 a používaná do roku 1983. Železniční nadšenci se zde počátkem jednadvacátého století pokusili vybudovat muzeum, avšak projekt zkrachoval.